# Мостаганем (вілаєт)
Мостаганем (араб. ولاية مستغانم) — вілаєт Алжиру. Адміністративний центр — м. Мостаганем. Площа — 2 175 км². Населення — 746 947 осіб (2008).

## Географічне положення
Вілаєт розташований на узбережжі Середземного моря. На північному сході межує з вілаєтом Шлеф, на сході — з вілаєтом Релізан, на півдні — з вілаєтом Маскара, на заході — з вілаєтом Оран.
Поблизу міста Мостаганем у Середземне море впадає найбільша річка Алжиру — Шеліф. У південній частині вілаєту проходить гірський хребет Тель-Атлас.

## Адміністративний поділ
Поділяється на 10 округів та 32 муніципалітети.
| Алжир | Це незавершена стаття з географії Алжиру. Ви можете допомогти проєкту, виправивши або дописавши її. |